# Farid al-Atrash
Farid al-Atrash (în arabă فريد الأطرش; n. 19 octombrie 1910 (anul nașterii este controversat) – d. 26 decembrie 1974) a fost un cântăreț, compozitor, virtuoz al 'udului și actor de cinema egiptean-sirian de origine druză, unul din cei mai renumiți interpreți ai muzicii arabe și egiptene din secolul al XX-lea. Cariera sa de mare succes în muzica și cinematografie s-a întins peste patru decenii. Al-Atrash a înregistrat circa 200 cântece pe 30 discuri și a jucat în 31 filme. A fost uneori poreclit Regele 'Udului (Malik al-Ud) . A compus cântece și pentru alți soliști vocali faimoși ca Wadih Al-Safi, Sabah, Warda, Samira Tawfik etc. Vocea sa gravă și stilul său melancolic au influențat mulți cântăreți arabi din generațiile următoare.

## Biografie

### Copilărie și tinerețe
Pe numele sau complet Farid Fahr Farhan Ismail Al-Atrash (فريد فهد فرحان إسماعيل الأطرش)  s-a născut la începutul secolului al XX-lea, poate în anul 1910, poate mai târziu, în 1917, poate între aceste date, la Al Qurayya, în districtul Al Suweida din regiunea Jebel Druz (Muntele Druzilor) din sudul Siriei, pe atunci Sangeacul Hauran din Vilaietul Damasc al Imperiului Otoman, în familia aristocrată druză Al-Atrash, cunoscută pentru lupta ei din anii 1920 împotriva colonialismului francez.
Farid era fiul cel mare al emirului druz Fahd al Atrash, din ramura din Suweida a familiei Al Atrash din a doua căsătorie a sa, cu Alia, și ea druză, născută Al Mundhir, originară din Hasbaya în Liban.   
În 1922 când francezii au bombardat ca represalii Muntele druzilor, Alia și-a luat copiii - pe Farid, Fuad și Amal și a fugit la Damasc, de acolo la Beirut, și apoi din Haifa, cu trenul în Egipt, în timp ce capul familiei, Fahd, a rămas ca să continue lupta si a murit la sfârșitul acelui deceniu.. Alia si Fahd au divorțat in 1924. 
Ulterior ei au primit cetățenia egipteană. Mama,care avea talent vocal și cânta la 'ud, a trezit interesul copiilor pentru muzică.
Începutul șederii in Egipt nu le-a fost ușor, au trăit în sărăcie, într-o locuință de două camere, iar colegii de școală ai lui Farid râdeau  de numele familiei Al-Atrash, cuvânt care înseamnă „surd”, si de numele de familie alternativ Kusa (însemnând „dovleac”) ales de mamă, din motive conspirative. Atunci mama l-a mutat la o școală catolică francofonă, unde s-a acomodat mai bine. 
Al Atrash a lucrat o vreme ca vânzător într-un magazin de stofe și ca distribuitor de reclame. De asemenea, a cântat la evenimente școlare și s-a înscris în timpul liber la conservatorul de muzică (Ma'ahad al Musiqa) din Cairo, unde l-a avut ca profesor pe compozitorul Riad Al Sunbati.  La sfârșitul anilor 1930 la un club de noapte, unde mama sa a apărut ca muzicantă la 'ud și cântăreață, Al Atrash a făcut cunoștință cu compozitorul și instrumentistul libanez Farid Ghusan.In casa acestuia a fost remarcat de cântărețul Ibrahim Hamuda, stea ale acelor timpuri, care l-a angajat în orchestra sa. După ce a impresionat publicul intonând un cântec patriotic sirian, Farid a fost invitat să se producă regulat la teatrul cântăreței Saida Badia, mai întâi ca solist vocal și apoi ca actor. Primul său număr de succes a fost cântecul „Ya Alb, Ya Gawi” (Măi inimă, nebună de dragoste) de libanezul Yusef BedrusÎn cele din urmă a fost angajat la un post de radio pirat și apoi la stația națională de radio, unde a început să cânte din cântecele sale. Din lipsă de timp a trebuit să întrerupă studiile la conservator și a început să înregistreze la casele de discuri.

Farid a colaborat și cu sora sa, Amal, devenită cunoscută ca Asmahan, (nume pe care i l-a ales Daud Husni), care era și ea o cântăreață de talent.  1941 ei au jucat în primul lor film de succes Intisar a l-Shabab (انتصار الشباب – Triumful tinereții,  în regia lui Ahmed Badrahan, unde Farid a compus întreaga bandă sonoră și șlagărele. Badrahan s-a căsătorit, în cele din urmă, pentru o vreme, cu Asmahan
În aceasta perioadă viața sa mondenă a devenit tot mai agitată, frecventând în permanență discotecile, jucându-și banii pe cursele de cai, și fiind atras zi de zi în vâltoarea legăturilor sentimentale. A intrat curând în datorii și mama sa, dezamagită de stilul sau de viață, a rupt relațiile cu el.

### Continuarea carierei
Farid al Atrash a compus numeroase cântece, o mare parte din ele despre dragostea romantică,dar și câteva cântece patriotice și religioase.
 Deși unele din ele, ca si în cazul lui Abdul Halim Hafez au inclus unele elemente din muzica ușoară vestică (de exemplu flamenco și tango), ele au rămas fidele principiilor muzicii arabe. 
Filmele în care a jucat și a cântat i-au conferit poziția de stea internațională, mai cu seamă în lumea arabă și islamică. 
A fost un virtuoz al 'ud-ului si al muzicii improvizate numite taqsim. A compus cântece pe versurile unor poeți arabi însemnați si creația sa a constituit o punte culturală între muzica egipteană și cea siriană și libaneză. A fost cel dintâi cântăreț arab clasic care a inclus in orchestra sa instrumente precum violoncelul, contrabasul și pianul.
La 14 iulie 1944 Al Atrash a fost greu lovit de pierderea surorii sale, Asmahan,care a murit în acea zi, la vârsta de 31 ani, într-un accident rutier, căzând cu mașina în apele Nilului. La vârsta de 40 ani el a avut un prim infarct miocardic. Până la 50 de ani a mai suferit încă trei
În 1946 renumita cântăreațî Umm Kalthum era cât pe ce să înregistreze cântecul său Al Rabiy pe versuri de Ma'mun Al Shinnawi der a fost convinsa de anturajul ei sa renunte. Al Atrash s-a simtit frustrat de faptul sa solista nu a interpretat niciodata cantece compuse de el, si de faptul că, probabil din cauza originii străine, autoritățile egiptene nu i-au conferit Medalia de Onoare a statului, spre deosebire de Umm Kalthum și Mohammed Abdel Wahab.  
In anii 1950-1960 a suferit și de stări depresive și de abuz de alcool, fumat exagerat și tulburări de ficat  A locuit alternativ la Cairo si la Beirut, unde pe plaja Raouche a creat un cazinou  
Medicii l-au sfătuit să facă o pauză de un an în activitate, dar îi era imposibil. În ultimii ani ai vietii s-a simțit mai împăcat, s-a hotărât să se însoare cu cântăreața siriană Salwa al-Qudsi, care era încă măritată și mai tânără decât el cu 15 ani. 
La 26 decembrie 1974 a murit brusc de atac de cord la spitalul Al Hayek din Beirut.
La înmormântarea sa la Cairo au participat mari mase de oameni. A fost îngropat alături de sora sa, Asmahan.
Fratele sau, Fuad al-Atrash, care a devenit un cunoscut producător de filme, a murit în 1995 și a fost înmormântat lângă ei.

### Viața privată

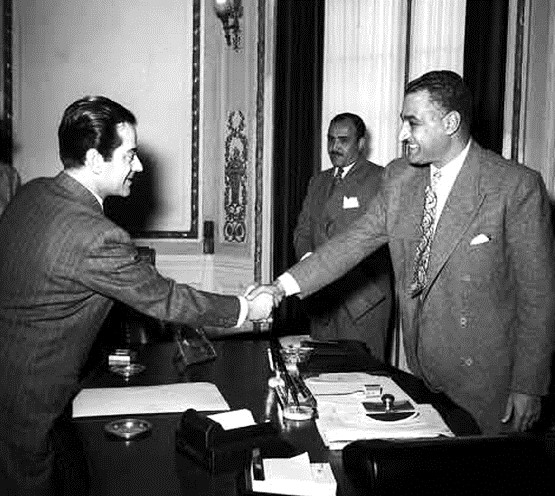
Farid al-Atrash și președintele Egiptului Gamal Abdel Nasser în 1955

Farid al-Atrash nu s-a căsătorit niciodată.
A avut multe legături sentimentale cu femei, inclusiv cu fosta regină Egiptului, Nariman Sadeq, de care a divorțat regele Faruk , cu cântăreața și actrița Shadia, cu renumita dansatoare Samia Gamal, care a jucat alături de el în mai multe filme, cu cântareață israeliană originară din Maroc, Maia Casabianca.

### Moștenirea artistică
Farid al-Atrash a compus cântece pentru mai mulți cântăreți însemnați, între care sora sa, Asmahan, Wadih Al-Safi,Shadia, Warda și Sabah. El este considerat unul dintre cei patru cei mai mari interpreți ai muzicii vocale egiptene și arabe din secolul al XX-lea, alături de Abdel Halim Hafez, Mohammed Abdel Wahab și Umm Kulthum.
- Ghitaristul egiptean Omar Khorshid a produs în memoria sa un album omagial.
- Casa de discuri Voice of Lebanon, fondatp de Robert Khayat, a înregistrat creația sa muzicală. Drepturile asupra ei au fost achizitionate in anii 2000 de Mazzika Group.
- 2005 - unul din cântecele sale s-a auzit în jocul de video Grand Theft Auto:Liberty City Stories.

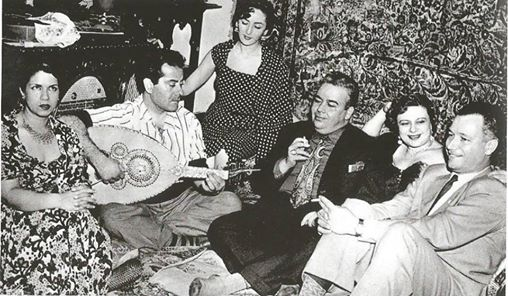
Farid al-Atrash cântând la 'ud, fotografie din 1961

### Autorii versurilor și textierii cântecelor sale

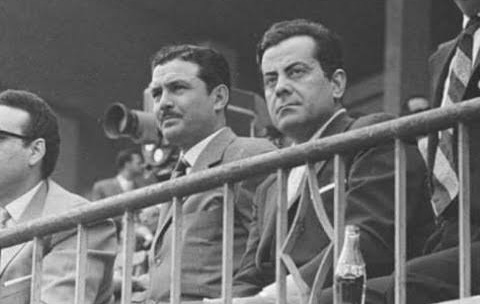
Împreună cu Salah Zulfikar la un meci la Cairo, 1961

- Ahmed Badrahan
- Ahmed Hamis
- Ahmed Rami
- Ahmed Shafik Kamal
- Ahmed Mansur
- Beshara Al-Khuri
- Ismail Al-Habruk
- Amin Sidki
- Anwar Abdallah
- Ayman Al-Hiri
- Badi Khiri
- Mahmud Bayram Al-Tunusi
- Tawfik Barkat
- Hussein Al-Sayed
- Hussein Shafik Al-Masri
- Khaled Al-Faisal
- Abu al-Saud Al-Ebiari
- Sharifa Fati
- Salah Jawdat
- Abdel Jalil Wahabi
- Abdel Aziz Salam
- Fathi Kurea
- Kamel Al Shanawi
- Mamun al-Shanawi
- Muhammed Halimi Hakim
- Midhat Assim
- Morsi Gamil Aziz
- Michel Ta'ama
- Yehya Gamil Aziz
- Yehya Al Lababidi
- Yusef Bedros
- Mahmud Fahmi Ibrahim

### Cântece renumite din filme
1 انتصار الشباب Intisar al-Shabab  - Triumful tinereții   ـ   يا ليالى البشر
صونى الخدود، صدوك عنى العدي، يا بدع الورد، ايدى بايدك، الشمس غابت، الحب عز وهنا، ياللى هواك شاغل بالي، وحياتك تقوليلى الحق، أوبريت انتصار الشباب.
2  أحلام الشباب Vise de tinerețe 
ليه يا روحي، وحشانى موت، أهواك و أقول للعوازل، مش كده، مدام تعاندني، تانجو أهواك، أهواك يا من خنتني، حالى صعب، أنينك يا قلبي.
3  جمال ودلال Jamal și Dalal 
ـ: أحبك انت، تطلع يا قمر، يا منى روحي، هات يا زمان، يا حلو ياللى مفيش غيرك على بالي.
4  شهر العسل  Lună de miere 
ساعة بقرب الحبيب، ياللى مواعدني، لا فرحت يوم، يا اختها فى العيون، شهر العسل.
5  مقدرش Nu pot  ـ 
موال يا بدر، من ليلة ويوم، يا بنت بلدي، رومبا يا ليل، آه من الآه، ليه دائما معرفشي، ابكى يا عين، حبيبى فين.
6 حبيب العمر Habib al-'Oumr - Dragostea vieții mele 
ا الله توكلنا على الله، قولى لى ايه، احبابنا يا عين، يا من بنادي، يا زهرة فى خيالي، حبيب العمر.
7 بلبل أفندي Bulbul efendi  
أنا بلبل، حطة يا بطة، بعد اللى كان، يا شادى الالحان، أنا قلبى بيقوللي، هاغنى يا دنيا، غالى يا بوي، غناء العرب.
8  أحبك انت Te iubesc
الحياة حلوة، يا فرحة الميه، الحب لحن جميل، حبيته لكن ما بقولشي، أوبريت الشرق والغرب.
9 عفريتة هانم Afrita Hanem (Doamna drăcoaică)
يا حبيبى ياللى حبني، هافضل احبك،
الربيع، يا حبيبى طال غيابك، أوبريت ملك الجان.
10  اخر كدبة Ultima  minciună
ما قاللى وقلت له، أنا عارف، أكل البلح، مانخبيش عليك، بساط الربح، أنا واللى بحبه.
11 متقولش لحد Nu povesti nimănui
سافر مع السلامة، قمر الزمان، يا ساعة بالوقت اجري، مالكش حق، أوبريت ما تقولش لحد.
12 تعالى سلم Hai, dă un salut
خدى قلبي، تعالى سلم، مقدرش أقول آه، دايما معاك.
13 عايزة اتجوز Vor să se căsătorească
ايامى الحلوة، هل هلال العيد، ياما جوه الدولاب مظاليم، خلينى اخرج من هنا، ان جيت للحق، أوبريت جوز الاثنين.
14لحن الخلود Lahn al-Kholoud  - Melodie eternă
وياك، جميل جمال، يا مالكة القلب، بنادى عليك.
15 لحن حبيCântecul iubirii mele
خليها على الله، نورا، علي، بيحبنى وبحبه، نجوم الليل، أوبريت فارس الأحلام.
16 رسالة غرام Scrisoare de dragoste
اسألى الفجر والغروب، انت اللى كنت بادور عليك، أنا كنت فاكرك، أنا و أنت، يا قلبى يا مجروح 
17 عهد الهوي Unire prin dragoste
أنا وانت لوحدنا، مين يعرف، القلب قلبي، حبنى قد ما تقدر 
18 قصة حبيPovestea iubirii mele
مش ممكن أحبك، غنى يا قلبي، يا جميل، قدام عينيه، سألنى الليل.
19 ازاى أنساك Cum să te pot uita?
ـ    زنوبة، هو بس هو، أحبك ياني، ايه فايدة قلبي، يفيد بايه الأنين، أوبريت صانع التماثيل.
20  ودعت حبك Adio, dragoste!
مخاصمك يا قلبي، اللى بيعشق، وحداني، احنا لها، ودعت حبك. 
21 أنت حبيبي Tu ești iubita mea
مرة يهنيني، يا سلام على حبى وحبك، ما يكونش ده اللى اسمه الهوي، زينة، الفلاحة، أحلفلك ما تصدقش.
22مليش غيركNu am pe nimeni decât pe tine
قسمة، يا حليوة، اياك من حبي، لو تسمعني، وحياة عنيكي.
23 من اجل حبي  Iubitei mele
ليه أنا بحبك، تقول لأ، تصبح على خير، حبيبي، حكاية غرامي.
24 شاطئ الحب Țărmul dragostei
قالتلى بكرة، ارحمنى وطمني، يا قلبى كفاية دق، عينيه مهما قالوا عنك.
25 يوم بلا غد Zi fără un mâine
اتقل، اسمع، قلبى وعينى اختاروا، عدت يا يوم مولدي.
26 رسالة من ست مجهولة Resala min Imraa Maghoola - Scrisoarea unei femei necunoscute
قلبى ومفتاحه، مش كفاية، اشتقتلك، عذاب.
27 حكاية العمر كله Poveste de o singură dată într-o viață
يا ابو ضحكة جنان، يا ناس يا هو، منحرمش العمر، يا شمس قلبي.
28 الخروج من الجنة Ieșire din paradis
أضنيتنى بالهجر، أنا و أنت وبس، لا وعينيك.
29 الحب الكبير Iubire mare
يا ويلى من حبه، على بالي، بتأمر ع الراس وع العين.
30 زمان يا حب Demult, iubitule
عش أنت، لكتب ع أوراق الشجر، فوق غصنك، زمان يا حب.
31 نغم فى حياتي Nagham fi hayati  - Melodii din viața mea
حبينا، يا حبايبى يا غايبين، علشان مليش غيرك.
وقدم فى فيلم منتهى الفرح اغنية حبيب حياتنا كله .
Iubirea vieții noastre - interpretat de Farid al-Artash în filmul Muntaha al farah

### Alte cântece -selecție
- Al-Rabi  - Primăvara
- Awall Hamsa  (Întâiul suspin)
- Busat al rih (Covorul zburător)
- Gamil Gamal
- Hallet Layali
- Layla
- Nujum al Layl  (Stelele nopții) - text de Mamun Al Shanawi
- Nura Nura
- Qalbi wa miftaho (Inima mea și cheia ei)
- Raqsitil Gamal - cântec de dans
- Tutu
- Ya Habeibi Ya Ghaiben  ياحبايبى ياغايبين
- Zemmuruda

### Cântece compuse pentru Asmahan - selecție
- Idi bi Idak (Mâna mea în mâna ta)
- Al Mahmal al-Sharif - Nobila lectică - pe text de Ismail Al Hakim - عليك صلاة الله وسلامه, (ʿAlayk ṣalāt Allāh wa-salāmu-h)
- Rija'at bak  (Mă întorc la tine)
- Layali al Unsi fi Fiyana  (Nopți fericite la Viena) ليالي الأنس في ڤيينا

în filmul "Gharam wa intiqam" (Dragoste și răzbunare)
- Hawak Shaghal Badi (Lasă-ți dragostea să-mi pătrundă mintea)
- Yā ḥabībī taʿālà يا حبيبي تعالى, (Iubitule, vino)
- Yā badʿ al-ward, yā jamāl al-ward يا بدع الورد يا جمال الورد
- يا ديرتي, Yā dīratī

## Filmografie
| anul | numele în limba arabă                            | traducere                                            |
| ---- | ------------------------------------------------ | ---------------------------------------------------- |
| 1941 | انتصار الشباب [Intisar a-shabab]                 | Triumful tinereții - în regia lui Ahmed Badrahan     |
| 1943 | أحلام الشباب [Ahalam a -shabab]                  | Visele tinereții - în regia lui Kamel Selim          |
| 1946 | شهر العسل [shahr al-asal]                        | Luna de miere - în regia lui Ahmed Badrahan          |
| 1946 | مقدرش [maak darshi]                              | Nu pot - în regia lui Ahmed Badrahan                 |
| 1946 | جمال ودلال [Gamal wa Dalal]                      | Gamal și Dalal - în regia lui Stephan Rosti          |
| 1946 | بلبل أفندي [Bulbul Efendi]                       | Domnul Privighetoare - în regia lui Hussein Fawzi    |
| 1947 | حبيب العمر [Habib al Omr]                        | Iubirea vieții mele -în regia lui Henri Barakat      |
| 1949 | أحبك إنت [ahebbak inta]                          | Te iubesc doar pe tine - în regia lui Ahmed Badrahan |
| 1949 | عفريتة هانم [Afrita Hanem]                       | Doamna Drăcoaică - în regia lui Henri Barakat        |
| 1950 | آخر كذبة [aher kedba]                            | Ultima minciună - în regia lui Ahmed Badrahan        |
| 1951 | تعال سلم [taala salim]                           | Hai, dă un salut - în regia lui Helmy Rafla          |
| 1952 | ما تقولش لحد [mathqulish lahad]                  | Nu povesti nimănui - în regia lui Henri Barakat      |
| 1952 | لحن الخلود [lahn al-khulud]                      | Melodia eternă în regia lui Henri Barakat            |
| 1952 | عايزة أتجوز [аizаt athagawaz]                    | Vreau să mă căsătoresc - în regia lui Ahmed Badrahan |
| 1954 | لحن حبي [lahn hubbi]                             | Melodia inimii mele - in regia lui Ahmed Badrahan    |
| 1954 | رسالة غرام [risalet gharam]                      | Scrisoare de dragoste                                |
| 1954 | عهد الهوى [ahd al hua]                           | Unire prin dragoste                                  |
| 1955 | قصة حبي [qissat hоbbi]                           | Povestea iubirii mele -în regia lui Henri Barakat    |
| 1956 | إزاي أنساك [izza y ansak?]                       | Cum să te pot uita?                                  |
| 1957 | ودعت حبك [waddatu hubbak                         | Adio, dragoste!                                      |
| 1957 | أنت حبيبي [inta habibi]                          | Tu ești dragostea mea                                |
| 1958 | ماليش غيرك [malish ayarak]                       | Nu am pe nimeni în afară de tine                     |
| 1960 | من أجل حبي [min аhl hobbi]                       | Iubitei mele                                         |
| 1961 | شاطئ الحب [Shat al hubb]                         | Țărmul iubirii                                       |
| 1962 | يوم بلا غد [youm bala ad]                        | O zi fără un mâine                                   |
| 1963 | رسالة من امرأة مجهولة [risale min imraa majhula] | Scrisoare de la o femeie necunoscută                 |
| 1965 | حكاية العمر كله [Hikayet al omr kullu]           | Povestea întregii vieți                              |
| 1967 | الخروج من الجنة [al hurug min al-ganna]          | Ieșirea din paradis                                  |
| 1969 | االحب الكبير [al hubb al kabir]                  | Marea iubire                                         |
| 1973 | زمان يا حب [Zaman ya hubb]                       | Demult, iubitule                                     |
| 1975 | نغم في حياتي [nagham fi hayati]                  | Melodiile din viața mea                              |

altele:
- Noapte de dragoste ليلة غرام (Lailat gharam) în  regia de Ahmed Badrakhan - 1951

## Premii si omagii
- 1970 - Insigna de merit a Republicii Arabe Unite,